# Préfecture d'Est-Mono
La préfecture d'Est-Mono est une préfecture du Togo, située dans la Région des plateaux. 
Son chef-lieu est Elavagnon.

## Géographie
Elle est située à l'est du Togo, entre la région centrale, au nord et la préfecture d'Ogou, au sud. Elle est limitrophe du Bénin.
Elle est couverte de forêts qui fournissent des ressources en bois.

## Démographie
En 2002, sa population estimée est de 70 000 habitants. 

## Économie
La principale ressource est l'exploitation des bois rares : tecks, irokos, caïcedrats, acajous, lingués.
Les plantations de café et de cacao se situent dans les parties les plus fertiles de la préfecture.  

## Villes
- Morita